# Toxorhina majus
Toxorhina majus är en tvåvingeart som först beskrevs av Edwards 1926.  Toxorhina majus ingår i släktet Toxorhina och familjen småharkrankar. Inga underarter finns listade i Catalogue of Life.